# Aragoa kogiorum
Aragoa kogiorum är en grobladsväxtart. Aragoa kogiorum ingår i släktet Aragoa och familjen grobladsväxter.

## Underarter
Arten delas in i följande underarter:
- A. k. kogiorum
- A. k. sevillae